# Debissonia fenestrata
Debissonia fenestrata är en kräftdjursart som beskrevs av Jellinek och Swanson 2003. Debissonia fenestrata ingår i släktet Debissonia och familjen Cytheralisonidae. Inga underarter finns listade i Catalogue of Life.